# Liceum Ogólnokształcące Nr I im. mjra Henryka Sucharskiego w Kępnie
Liceum Ogólnokształcące Nr I im. mjra Henryka Sucharskiego w Kępnie – publiczna placówka edukacyjna, najstarsza szkoła średnia w powiecie kępińskim. W obecnym budynku, przy ul. Dąbrowskiego 3, funkcjonuje od 1912 – początkowo jako pruskie gimnazjum klasyczne, a po przerwie od 1920 w odrodzonej Polsce jako Państwowe Gimnazjum w Kępnie.

## Historia
Początki placówki sięgają 1912, kiedy dotychczasowo istniejącą szkołę rektorską przekształcono w gimnazjum typu klasycznego i przeniesiono do nowo wybudowanego budynku przy ul. Dąbrowskiego 3. Po odzyskaniu niepodległości przez Polskę, od 1920 kontynuowano zajęcia dla chłopców, a od 1929 również dla dziewcząt w następstwie likwidacji gimnazjum żeńskiego. Po reformie edukacji, w 1934 placówka stała się 4-letnim liceum ogólnokształcącym.
Krótko po niemieckiej agresji na Polskę w 1939 budynek został zajęty przez okupanta i przeznaczony na koszary, następnie szpital wojskowy i w końcu szkołę niemiecką. Po wyzwoleniu Kępna przez Armię Czerwoną, 19 marca 1945, przywrócono działalność polskiego liceum.
W 1975 placówka otrzymała imię majora Henryka Sucharskiego.

## Dyrektorzy
- Błażej Groblicki (1920–1931)
- Henryk Moese (1931–1933)
- Adolf Paczosa (1933–1950)
- Kazimiera Górakowa (1950–1951)
- Władysław Orsztynowicz (1951–1952)
- Wacław Martiuk (1952–1954)
- Roman Szajnerman (1954–1968)
- Eugeniusz Kaczmarek (1968–1973)
- Maria Sinecka (1981–1984)
- Alfred Wysocki (1984–1985)
- Ryszard Przybylski (1985–1991)
- p.o. Eugeniusz Janiszewski (1991)
- Jan Sienkiewicz (1991–1999)
- p.o. Eugeniusz Janiszewski (1999)
- Krzysztof Wdowiak (1999–2004)
- Danuta Stefańska (2004–2012)
- p.o. Jolanta Waliszewska (2012)
- Danuta Stefańska (od 2012)

## Znani absolwenci
- ks. Antoni Świadek (1909–1945), błogosławiony Kościoła katolickiego[2]
- Andżelika Możdżanowska (ur. 1975), wiceminister inwestycji i rozwoju w rządzie Mateusza Morawieckiego, posłanka do Parlamentu Europejskiego IX kadencji
- Bożena Henczyca (ur. 1976), poseł na Sejm VII i VIII kadencji[3]